# Return to Forever (альбом Чика Кориа)
| Оценки критиков                     | Оценки критиков |
| Источник                            | Оценка          |
| ----------------------------------- | --------------- |
| AllMusic                            | [ 1 ]           |
| The Rolling Stone Jazz Record Guide | [ 2 ]           |
| Jazz Journal                        | Позитивно       |

Return to Forever — студийный джаз-фьюжн-альбом американского пианиста и композитора Чика Кориа и одновременно дебютный альбом одноимённого музыкального коллектива, изданный в 1972 году. В отличие от последующих альбомов группы, выпущен на лейбле ECM и спродюсирован Манфредом Айхером. Альбом не выпускался в США до 1975 года. В 1982 году издан в СССР под названием «Возвращение навсегда».
Запись признаётся одним из классических альбомов электрического джаза.

## Список композиций
Слова и музыка всех песен — Чика Кориа, кроме указанных.
| №  | Название                                               | Длительность |
| -- | ------------------------------------------------------ | ------------ |
| 1. | «Return to Forever»                                    | 12:06        |
| 2. | «Crystal Silence»                                      | 6:59         |
| 3. | «What Game Shall We Play Today» (Кориа, Невилл Поттер) | 4:30         |

| №  | Название                                                              | Длительность |
| -- | --------------------------------------------------------------------- | ------------ |
| 4. | «Sometime Ago - La Fiesta» (Кориа, Поттер, Стэнли Кларк, Джо Фаррелл) | 23:13        |

## Участники записи
- Чик Кориа — электрическое фортепиано, Родес-пиано
- Флора Пурим — вокал, перкуссия
- Стэнли Кларк — бас-гитара (1-3), контрабас (4)
- Джо Фаррелл — флейта, саксофон-сопрано
- Аирто Морейра — ударные, перкуссия

## Позиции в чартах
| Страна            | Место |
| ----------------- | ----- |
| США (Jazz Albums) | 8     |